# Eria carinata
Eria carinata là một loài phong lan, thuộc phân họ Lan biểu sinh.